# The Wharf Rat
Pour plus de détails, voir Fiche technique et Distribution.
The Wharf Rat est un film muet américain, réalisé par Chester Withey, sorti en 1916.

## Synopsis
Polly vit avec sa belle-mère, Mme McCracken, et son demi-frère, Roy. Lorsque ce dernier fait des avances indécentes à Polly, le grand-père de celle-ci le frappe à la tête. Le croyant mort, Polly et son grand-père s'enfuient dans une autre ville, dans le quartier des quais, et Polly se déguise en garçon. 
Bientôt elle rencontre Eddie Douglas et est attirée par lui. Comme il montre de l'intérêt pour une autre fille, Polly décide de mettre une robe mais elle est reconnue par un détective. Son grand-père est arrêté pour avoir enlevé Polly, mais pas pour meurtre car Roy n'est pas mort.
Mme McCracken arrive pour emmener Polly, mais celle-ci saute par-dessus le bastingage du bateau qui les ramenait. Alors qu'elle va se noyer, Eddie et le grand-père la rattrapent.

## Fiche technique
- Titre original : The Wharf Rat
- Réalisation : Chester Withey
- Scénario : Anita Loos
- Photographie : A.G. Gosden
- Société de production : Fine Arts Film Corporation
- Société de distribution :  Triangle Film Corporation
- Pays d’origine :  États-Unis
- Langue : anglais
- Format : Noir et blanc - 35 mm - 1,37:1 -  Muet
- Genre : drame
- Durée : 5 bobines
- Dates de sortie :  États-Unis : 9 décembre 1916

## Distribution
- Mae Marsh : Polly
- Robert Harron : Eddie Douglas
- Spottiswoode Aitken : le grand-père
- Josephine Crowell :  Mme McCracken
- Pauline Starke : Flo, la fille du gardien
- William H. Brown : le gardien
- Jack Brammall : Roy